# Al-Muwajlih
Al-Muwajlih – wieś w Syrii, w muhafazie Dajr az-Zaur. W 2004 roku liczyła 2521 mieszkańców.